# Hülya Cin
Hülya Cin (türkisch Hülya Çin; * 8. November 1995 in Bingen am Rhein) ist eine ehemalige deutschtürkische Fußballspielerin.

## Karriere

### Vereine
Cin begann in Gensingen beim Mehrspartensportverein TuS Gensingen mit dem Fußballspielen. Im weiteren Verlauf gelangte sie in die Jugendabteilung des TuS Wörrstadt und rückte zwei Jahre später, im Alter von fast 15 Jahren, in die erste Mannschaft auf. Der Mannschaft gehörte sie bis Saisonende 2011/12 an, für die sie in der drittklassigen Regionalliga Südwest fünf Punktspiele bestritt.
Von 20212 bis 2015 gehörte sie dem TSV Schott Mainz an, in der ersten Saison in der viertklassigen Verbandsliga Südwest, danach in der drittklassigen Regionalliga Südwest. In fünf Punktspielen der Saison 2013/14 gehörte sie dem Spieltagskader ohne Einsatz an. Ihr Verein schloss die Spielklasse als Meister ab, verpasste jedoch den Termin zum Antrag der Lizenz bis zum 15. März und durfte somit nicht aufsteigen. In der Saison 2014/15 trug sie mit neun Punktspielen zur regionalen Meisterschaft bei; den diesmaligen Aufstieg in die Gruppe Süd der seinerzeit zweigleisigen 2. Bundesliga konnte sie für sich nicht in Anspruch nehmen, denn die Absicht in Ankara Sportmanagement zu studieren, veranlasste auch ihre Mutter Elif, in die Türkei zurückzukehren, um ihre Tochter zu unterstützen.
Am 22. Dezember 2016 erhielt sie vom Gölbaşı Belediye Spor einen Lizenzspielervertrag für die 3. Liga. Vom 25. Dezember 2016 bis zum 21. Mai 2017 kam sie in neun Punktspielen zum Einsatz. Am 11. Oktober 2017 wurde sie in den Amateurstatus versetzt und kam als Feldspielerin zum Einsatz. Ihr erstes von drei Toren erzielte sie am 16. Dezember 2017 beim 3:0-Sieg im Heimspiel gegen Çankaya Eğitim Gençlik ve Spor mit dem Treffer zum 2:0 in der zwölften Minute. Die anderen zwei Tore erzielte sie am 23. Dezember 2017 beim 11:0-Sieg im Heimspiel gegen Mengü Spor mit dem Treffer zum 1:0 in der achten und zum 3:0 in der 24. Minute. In der Folgesaison bestritt sie ebenfalls neun Punktspiele und zwei Play-off-Spiele. In der Saison 2018/19 war sie achtmal im Einsatz und einmal in einem Play-off-Spiel.
Zur Saison 2019/20 wurde sie vom Fomget Gençlik ve Spor verpflichtet, für den sie in der Kadınlar 1. Ligi, der höchsten Spielklasse im türkischen Frauenfußball, vom 20. Oktober 2019 bis zum 1. Dezember 2019 in sechs Punktspielen Berücksichtigung fand. Eine Knöchelverletzung in der Saison 2020/21 zwang sie, ihre Spielerkarriere zu beenden, was zum Ende des Jahres 2020 geschah.

### Nationalmannschaft
Cin debütierte als Nationalspielerin am 30. Juni 2010 für die U17-Nationalmannschaft, die in einem im griechischen Drama ausgetragenen internationalen Freundschaftsturnier die U17-Nationalmannschaft Bulgariens mit 8:0 besiegte. Am 12. August 2010 bestritt sie im Jalan Besar Stadium von Singapur das erste Spiel der Gruppe A im Turnier der Olympischen Jugend-Sommerspiele 2010 beim 4:2-Sieg der U15-Nationalmannschaft über die Auswahl des Irans. Dieser Einsatz bescherte ihr am Turnierende die Bronzemedaille.
Im November 2011 erwog sie einen Verbandswechsel zum AFFA, dem Aserbaidschanischen Fußballverband. Für die vom 22. September bis zum 13. Oktober 2012 in Aserbaidschan ausgetragene U17-Weltmeisterschaft gehörte sie zum Kader, wurde jedoch in den drei Spielen der Gruppe A nicht eingesetzt.
Für die U19-Nationalmannschaft kam sie vom 20. bis 25. Oktober 2012 in drei EM-Qualifikationsspielen der Gruppe A zum Einsatz. Gegen die U19-Nationalmannschaften Russlands (0:5), Schwedens (0:10) und Sloweniens (0:6) wurden alle Spiele verloren. 
Vom 21. bis 26. September 2013 gehörte sie erneut zum Kader der U19-Nationalmannschaft, wurde in den drei EM-Qualifikationsspielen der Gruppe 1 bei der 1:3-Niederlage gegen Kroatien, bei der 0:2-Niederlage gegen Österreich und beim 5:0-Sieg über Israel jedoch nicht berücksichtigt.

## Erfolge
- Olympische Bronzemedaille
- Meister Regionalliga Südwest 2014 (ohne Einsatz), 2015

## Sonstiges
Cin studierte von August 2015 bis Juni 2019 an der Universität Ankara Sportmanagement. Nach dem Abschluss Bachelor of Science folgte – nach der Studienzeit an der Institution of Health Sciences von August 2019 bis Juni 2022 – der Abschluss Master of Science. Seit August 2022 ist sie an Hacettepe-Universität, um an der Fakultät für Gesundheitswissenschaften zu promovieren.